# Molinitos
Molinitos är en ort i Mexiko.   Den ligger i kommunen Villa del Carbón och delstaten Mexiko, i den sydöstra delen av landet, 40 km nordväst om huvudstaden Mexico City. Molinitos ligger 2 548 meter över havet och antalet invånare är 324.
Terrängen runt Molinitos är huvudsakligen kuperad, men åt nordväst är den platt. Runt Molinitos är det tätbefolkat, med 790 invånare per kvadratkilometer. Närmaste större samhälle är Nicolás Romero, 13,9 km öster om Molinitos. Omgivningarna runt Molinitos är en mosaik av jordbruksmark och naturlig växtlighet.